# سنان کالوغلو
سنان کالوغلو (زاده ۱۰ ژوئن ۱۹۸۱) بازیکن سابق فوتبال اهل ترکیه و سرمربی کنونی فوتبال است.